# Clinton (Town, Vernon County)
Die Town of Clinton ist eine von 21 Towns im Vernon County im US-amerikanischen Bundesstaat Wisconsin. Im Jahr 2010 hatte die Town of Clinton 1358 Einwohner.
Town hat in Wisconsin eine grundlegend andere Bedeutung, als im übrigen englischsprachigen Bereich. Vielmehr entspricht sie den in den anderen US-Bundesstaaten üblichen Townships, die nach dem County die nächstkleinere Verwaltungseinheit bilden.

## Geografie
Die Town of Clinton liegt im Südwesten Wisconsins, rund 50 km östlich des Mississippi, der die Grenze zu Minnesota bildet. Der Schnittpunkt der drei Bundesstaaten Wisconsin, Iowa und Minnesota liegt rund 65 km westsüdwestlich.
Die Town of Clinton liegt in der Driftless Area genannten eiszeitlich geformten Region, die sich über das südöstliche Minnesota, das südwestliche Wisconsin, das nordöstliche Iowa und das äußerste nordwestliche Illinois erstreckt. Bei der letzten Eiszeit, der so genannten Wisconsin Glaciation, blieb die Region eisfrei, sodass sich die Flusstäler auch während dieser Zeit tiefer in das Plateau einschneiden konnten.
Die geografischen Koordinaten des Zentrums der Town of Clinton sind 43°41′09″ nördlicher Breite und 90°43′46″ westlicher Länge. Sie erstreckt sich über eine Fläche von 93 km².
Die Town of Clinton liegt im Norden des Vernon County und grenzt an folgende Nachbartowns:
| Town of Portland (Monroe County) | Town of Jefferson (Monroe County)           | Town of Sheldon (Monroe County) |
| Town of Christiana               | Kompassrose, die auf Nachbargemeinden zeigt | Town of Whitestown              |
| Town of Viroqua                  | Town of Webster                             | Town of Stark                   |

## Verkehr
Durch die Town of Clinton führen keine überregionalen Fernstraßen. Die County Highways D, P und S führen durch das Gebiet der Town. Alle weiteren Straßen sind untergeordnete Landstraßen, teils unbefestigte Fahrwege sowie innerörtliche Verbindungsstraßen.
Die nächsten Flughäfen sind der La Crosse Regional Airport (rund 65 km westnordwestlich), der Rochester International Airport in Rochester, Minnesota (rund 175 km westnordwestlich) und der Dane County Regional Airport in Wisconsins Hauptstadt Madison (rund 170 km ostsüdöstlich).

## Bevölkerung
Nach der Volkszählung im Jahr 2010 lebten in der Town of Clinton 1358 Menschen in 332 Haushalten. Die Bevölkerungsdichte betrug 14,6 Einwohner pro Quadratkilometer. In den 332 Haushalten lebten statistisch je 4,09 Personen.
Ethnisch betrachtet setzte sich die Bevölkerung zusammen aus 98,3 Prozent Weißen, 0,4 Prozent Afroamerikanern, 0,1 Prozent (eine Person) amerikanischen Ureinwohnern sowie 0,7 Prozent aus anderen ethnischen Gruppen; 0,4 Prozent stammten von zwei oder mehr Ethnien ab. Unabhängig von der ethnischen Zugehörigkeit waren 1,2 Prozent der Bevölkerung spanischer oder lateinamerikanischer Abstammung.
45,4 Prozent der Bevölkerung waren unter 18 Jahre alt, 46,4 Prozent waren zwischen 18 und 64 und 8,2 Prozent waren 65 Jahre oder älter. 49,9 Prozent der Bevölkerung war weiblich.
Das mittlere jährliche Einkommen eines Haushalts lag bei 45.625 USD. Das Pro-Kopf-Einkommen betrug 10.428 USD. 23 Prozent der Einwohner lebten unterhalb der Armutsgrenze.

## Ortschaften in der Town of Clinton
Neben Streubesiedlung existiert in der Town of Clinton mit Bloomingdale eine gemeindefreie Siedlung.